# Chicago Film Critics Association Awards 2015
28. ročník předávání cen asociace Chicago Film Critics Association se konal dne 16. prosince 2015. Nominace byly oznámeny dne 14. prosince 2015.

## Vítězové a nominovaní

### Nejlepší film
Šílený Max: Zběsilá cesta
- Carol
- Spotlight
- V hlavě
- Revenant Zmrtvýchvstání

### Nejlepší režisér
George Miller – Šílený Max: Zběsilá cesta
- Tom McCarthy – Spotlight
- Todd Haynes – Carol
- Alejandro G. Iñárritu – Revenant Zmrtvýchvstání
- Adam McKay – Sázka na nejistotu

### Nejlepší adaptovaný scénář
Adam McKay a Charles Randolph – Sázka na nejistotu
- Emma Donoghue – Room
- Aaron Sorkin – Steve Jobs
- Charlie Kaufman – Anomalisa
- Nick Hornby – Brooklyn

### Nejlepší původní scénář
Tom McCarthy a Josh Singer – Spotlight
- Matt Charman a Joel a Ethan Coen – Most špionů
- Alex Garland – Ex Machina
- Quentin Tarantino – Osm hrozných
- Pete Docter, Meg LeFauve a Josh Cooley– V hlavě

### Nejlepší herec v hlavní roli
Leonardo DiCaprio – Revenant Zmrtvýchvstání
- Michael Fassbender – Steve Jobs
- Christopher Abbot – James White
- Eddie Redmayne – Dánská dívka
- Jason Segel – Konec šňůry

### Nejlepší herečka v hlavní roli
Brie Larson – Room
- Cate Blanchettová – Carol
- Saoirse Ronanová – Brooklyn
- Charlotte Rampling – 45 let
- Charlize Theronová – Šílený Max: Zběsilá cesta

### Nejlepší herec ve vedlejší rol
Benicio del Toro – Sicario: Nájemný vrah
- Sam Elliott – Babi
- Mark Rylance – Most špionů
- Michael Shannon – 99 Homes
- Sylvester Stallone – Creed

### Nejlepší herečka ve vedlejší roli
Alicia Vikander – Dánská dívka
- Jennifer Jason Leigh – Osm hrozných
- Jennifer Jason Leigh – Anomalisa
- Cynthia Nixonová – James White
- Kristen Stewart – Sils Maria

### Nejlepší dokument
Amy
- Země kartelů
- Where to Invade Next
- Lovný revír
- Podoba ticha

### Nejlepší cizojazyčný film
Saulův syn (Maďarsko)
- Assassin (Tchaj-wan)
- Podoba ticha (Dánsko, Norsko, Finsko, Velká Británie)
- Fénix (Německo, Polsko)
- Bílý Bůh (Maďarsko)

### Nejlepší animovaný film
V hlavě
- Anomalisa
- Hodný dinosaurus
- Snoopy a Charlie Brown. Peanuts ve filmu
- Ovečka Shaun ve filmu

### Nejlepší kamera
John Seale – Šílený Max: Zběsilá cesta
- Roger Deakins – Sicario: Nájemný vrah
- Robert Richardson – Osm hrozných
- Emmanuel Lubezki – Revenant Zmrtvýchvstání
- Edward Lachman – Carol

### Nejlepší střih
Jason Ballantine a Margaret Sixel – Šílený Max: Zběsilá cesta
- Hank Corwin – Sázka na nejistotu
- Pietro Scalia – Marťan
- Stephen Mirrione – Revenant Zmrtvýchvstání
- Tom McArdle – Spotlight

### Nejlepší výprava
Šílený Max: Zběsilá cesta
- Assassin
- Brooklyn
- Carol
- Purpurový vrch

### Nejlepší skladatel
Ennio Morricone – Osm hrozných
- Michael Giachino – V hlavě
- Junkie XL – Šílený Max: Zběsilá cesta
- Disasterpeace – Neutečeš
- Carter Burwell – Carol

### Nejslibnější filmař
Alex Garland – Ex Machina
- Marielle Heller – Deník puberťačky
- Josh Mond – James White
- Laszlo Nemes – Saulův syn
- Bill Pohlad – Love & Mercy

### Nejslibnější umělec
Jacob Tremblay – Room
- Christopher Abbott – James White
- Bel Powley – Deník puberťačky
- Geza Rohrig – Saulův syn
- Amy Schumer – Vykolejená